# Polyarthron philbyi
Polyarthron philbyi là một loài bọ cánh cứng trong họ Cerambycidae.